# Gjergj Pekmezi
Gjergj Pekmezi (ur. 23 kwietnia 1872 w Tushemishcie, zm. 24 lutego 1938 w Wiedniu) – albański filozof i filolog specjalizujący się w albanistyce.

## Życiorys
Uczył się w szkole podstawowej i średniej w Ochrydzie i Bitoli. Następnie studiował w Belgradzie i w Wiedniu, gdzie w 1898 roku ukończył filozofię i filologię.
W 1903 roku został mianowany kierownikiem katedry albanistyki na Uniwersytecie Wiedeńskim. W 1904 roku założył Patriotyczne Towarzystwo Kulturalne DIJA (alb. Shoqërinë Kulturore Patriotike DIJA).
W 1908 wydał Gramatykę języka albańskiego (alb. Gramatika e Gjuhës Shqipe). Następnie we współpracy z niemieckimi językoznawcami opublikował: Bibliografię języka albańskiego (Bibliografia e Gjuhës Shqipe), Przewodnik po języku albańskim (Udhëzuesi i Gjuhës Shqipe), Podręcznik ćwiczeń z języka albańskiego (Libër Mësimi e Ushtrimesh në Gjuhën Shqipe) oraz Język i dialekty albańskie (Gjuha Shqip dhe Dialektet). Dzięki temu Pekmezi stał się pierwszą osobą, która opracowała zasady gramatyki języka albańskiego. Na zlecenie Austro-Węgierskiej Akademii Nauk w Albanii opracował monografię Istotne cechy wyróżniające w głównych dialektach języka albańskiego: toskijski i gegijski (alb. Tiparet dalluese thelbësore të dialekteve kryesore të shqipes, të toskërishtes dhe gegërishtes). W 1901 wydał kolejną pracę: Prowizoryczny raport z badań gwary elbasańskiej” (Raport provizor për studimin e së folmes së Elbasanit).
W 1908 roku opublikował w Wiedniu Gramatykę języka albańskiego. W 1916 roku pełnił funkcję przewodniczącego Komisji Literackiej Szkodry (Komisisë Letrare të Shkodrës).
W latach 1920–1924 i 1926-1928 był konsulem generalnym Albanii w Republice Austrii.

## Upamiętnienia
Imieniem Gjergja Pekmeziego nazwano szkołę średnią w Pogradcu.